# Circoscrizione Pisa-Livorno-Lucca-Massa Carrara
La circoscrizione Pisa-Livorno-Lucca-Massa Carrara era una circoscrizione elettorale italiana per l'elezione dell'Assemblea Costituente, nel 1946 (circoscrizione XVI), e della Camera dei deputati, dal 1948 al 1993 (circoscrizione XV).
Comprendeva le province di Pisa, Livorno, Lucca, Massa-Carrara.
Era prevista dalla Tabella A di cui al decreto legislativo luogotenenziale 10 marzo 1946, n. 74 (con la denominazione Pisa-Livorno-Lucca-Apuania), poi ripresa dalla legge 20 gennaio 1948, n. 6 (con la denominazione Pisa-Livorno-Lucca-Massa e Carrara) e dal decreto del presidente della Repubblica 30 marzo 1957, n. 361.
Nel 1993 la circoscrizione fu soppressa contestualmente all'istituzione della circoscrizione Toscana, comprendente tutte le province della regione.
Di seguito i risultati di lista e i deputati eletti, ordinati secondo il numero di preferenze ottenute.

## Elezioni politiche 1946
| Liste                                           | Voti    | %     | Seggi |
| ----------------------------------------------- | ------- | ----- | ----- |
| Democrazia Cristiana                            | 213.046 | 32,55 | 5     |
| Partito Comunista Italiano                      | 185.242 | 28,30 | 4     |
| Partito Socialista Italiano di Unità Proletaria | 132.095 | 20,18 | 3     |
| Partito Repubblicano Italiano                   | 58.663  | 8,96  | 1     |
| Fronte dell'Uomo Qualunque                      | 20.328  | 3,11  | -     |
| Unione Democratica Nazionale                    | 13.280  | 2,03  | -     |
| Partito d'Azione                                | 12.063  | 1,84  | -     |
| Partito Cristiano Sociale                       | 7.053   | 1,08  | -     |
| Concentrazione Democratica Repubblicana         | 6.362   | 0,97  | -     |
| Blocco Nazionale della Libertà                  | 6.340   | 0,97  | -     |
| Totale                                          | 654.472 |       | 13    |

| Democrazia Cristiana                                                                         | Partito Comunista Italiano                                              | Partito Socialista Italiano di Unità Proletaria                                                   | Partito Repubblicano Italiano |
| -------------------------------------------------------------------------------------------- | ----------------------------------------------------------------------- | ------------------------------------------------------------------------------------------------- | ----------------------------- |
| - Giovanni Gronchi - Giuseppe Togni - Giovanni Carignani - Armando Angelini - Loris Biagioni | - Aladino Bibolotti - Ilio Barontini - Gino Baldassari - Italo Bargagna | - Gianmatteo Matteotti - Edgardo Lami Starnuti - → Giuseppe Emanuele Modigliani - Leonetto Amadei | - Randolfo Pacciardi          |

1. ↑  Opta per il collegio unico nazionale. Deceduto il 5 ottobre 1947 sostituito da Ezio Bartalini (Gianmatteo Matteotti, risultato plurieletto, opta per il collegio unico nazionale)

## Elezioni politiche 1948
| Liste                                              | Voti    | %     | Seggi |
| -------------------------------------------------- | ------- | ----- | ----- |
| Democrazia Cristiana                               | 313.142 | 43,08 | 7     |
| Fronte Democratico Popolare                        | 305.300 | 42,00 | 7     |
| Partito Repubblicano Italiano                      | 40.284  | 5,54  | -     |
| Unità Socialista                                   | 40.238  | 5,54  | -     |
| Movimento Sociale Italiano                         | 9.849   | 1,35  | -     |
| Blocco Nazionale                                   | 6.634   | 0,91  | -     |
| Partito Cristiano Sociale                          | 4.606   | 0,63  | -     |
| Partito Nazionale Monarchico - Alleanza del Lavoro | 2.958   | 0,41  | -     |
| Blocco Popolare Unionista                          | 2.543   | 0,35  | -     |
| Partito dei Contadini d'Italia                     | 788     | 0,11  | -     |
| Movimento Nazionalista per la Democrazia Sociale   | 576     | 0,08  | -     |
| Totale                                             | 726.918 |       | 14    |

| Democrazia Cristiana | Fronte Democratico Popolare                                                                                                  |
| --- | --- |
| - Giuseppe Togni - Giovanni Gronchi - Loris Biagioni - Armando Angelini - Giovanni Carignani - Aldo Fascetti - Andrea Negrari | - Remo Scappini - Laura Diaz - Gino Baldassari - Amerigo Bottai - Natale Vasco Jacoponi - Antonio Bernieri - Leonetto Amadei |

- In data 06.07.1949 è proclamata Mary Chiesa Tibaldi (PRI), essendo stato rideterminato il quoziente elettorale con conseguente attribuzione alla lista di un seggio, precedentemente assegnato in sede di collegio unico nazionale; fu quindi annullata la proclamazione di Enrico Parri (DOC).

## Elezioni politiche 1953
| Liste                                   | Voti    | %     | Seggi |
| --------------------------------------- | ------- | ----- | ----- |
| Democrazia Cristiana                    | 279.482 | 37,26 | 6     |
| Partito Comunista Italiano              | 226.340 | 30,18 | 5     |
| Partito Socialista Italiano             | 113.792 | 15,17 | 2     |
| Movimento Sociale Italiano              | 37.614  | 5,01  | -     |
| Partito Repubblicano Italiano           | 29.191  | 3,89  | -     |
| Partito Socialista Democratico Italiano | 24.513  | 3,27  | -     |
| Partito Nazionale Monarchico            | 16.562  | 2,21  | -     |
| Partito Liberale Italiano               | 9.496   | 1,27  | -     |
| Unione Socialista Indipendente          | 5.862   | 0,78  | -     |
| Unità Popolare                          | 5.396   | 0,72  | -     |
| Alleanza Democratica Nazionale          | 1.831   | 0,24  | -     |
| Totale                                  | 750.079 |       | 13    |

| Democrazia Cristiana                                                                                        | Partito Comunista Italiano                                                                     | Partito Socialista Italiano              |
| --- | ---------------------------------------------------------------------------------------------- | ---------------------------------------- |
| - Giovanni Gronchi - Giuseppe Togni - Loris Biagioni - Armando Angelini - Quirico Baccelli - Andrea Negrari | - Laura Diaz - Natale Vasco Jacoponi - Gino Baldassari - Leonello Raffaelli - Antonio Bernieri | - Elena Gatti Caporaso - Leonetto Amadei |

## Elezioni politiche 1958
| Liste                                            | Voti    | %     | Seggi |
| ------------------------------------------------ | ------- | ----- | ----- |
| Democrazia Cristiana                             | 316.353 | 39,41 | 6     |
| Partito Comunista Italiano                       | 231.666 | 28,86 | 5     |
| Partito Socialista Italiano                      | 135.684 | 16,90 | 3     |
| Movimento Sociale Italiano                       | 35.001  | 4,36  | -     |
| Partito Socialista Democratico Italiano          | 28.977  | 3,61  | -     |
| Partito Repubblicano Italiano - Partito Radicale | 25.055  | 3,12  | 1     |
| Partito Liberale Italiano                        | 13.630  | 1,70  | -     |
| Partito Nazionale Monarchico                     | 10.034  | 1,25  | -     |
| Partito Monarchico Popolare                      | 4.071   | 0,51  | -     |
| Movimento Comunità                               | 2.274   | 0,28  | -     |
| Totale                                           | 802.745 |       | 15    |

| Democrazia Cristiana                                                                                       | Partito Comunista Italiano                                                                        | Partito Socialista Italiano                                    | Partito Repubblicano Italiano - Partito Radicale |
| --- | ------------------------------------------------------------------------------------------------- | -------------------------------------------------------------- | ------------------------------------------------ |
| - Giuseppe Togni - Andrea Negrari - Loris Biagioni - Primo Lucchesi - Giulio Battistini - Quirico Baccelli | - → Umberto Terracini - Leonello Raffaelli - Anselmo Pucci - Fausto Maria Liberatore - Laura Diaz | - Leonetto Amadei - Luciano Paolicchi - Alessandro Menchinelli | - Randolfo Pacciardi                             |

1. ↑  Optante per il Senato
2. ↑  Decaduto in data 14.02.1963 per incompatibilità; sostituito in pari data da Natale Vasco Jacoponi, deceduto in data 26.03.1963 e non sostituito

## Elezioni politiche 1963
| Liste                                            | Voti    | %     | Seggi |
| ------------------------------------------------ | ------- | ----- | ----- |
| Democrazia Cristiana                             | 278.049 | 33,45 | 5     |
| Partito Comunista Italiano                       | 265.530 | 31,95 | 5     |
| Partito Socialista Italiano                      | 139.826 | 16,82 | 3     |
| Partito Socialista Democratico Italiano          | 49.338  | 5,94  | 1     |
| Movimento Sociale Italiano                       | 37.285  | 4,49  | -     |
| Partito Liberale Italiano                        | 35.123  | 4,23  | -     |
| Partito Repubblicano Italiano                    | 20.001  | 2,41  | 1     |
| Partito Democratico Italiano di Unità Monarchica | 6.010   | 0,72  | -     |
| Totale                                           | 831.162 |       | 15    |

| Democrazia Cristiana                                                                       | Partito Comunista Italiano                                                                                          | Partito Socialista Italiano                                    | Partito Socialista Democratico Italiano       | Partito Repubblicano Italiano |
| ------------------------------------------------------------------------------------------ | --- | -------------------------------------------------------------- | --------------------------------------------- | ----------------------------- |
| - Giuseppe Togni - Andrea Negrari - Maria Eletta Martini - Loris Biagioni - Primo Lucchesi | - → Umberto Terracini - Laura Diaz - Nelusco Giachini - Francesco Malfatti - Paolo Mario Rossi - Leonello Raffaelli | - Luciano Paolicchi - Leonetto Amadei - Alessandro Menchinelli | - → Edgardo Lami Starnuti - Giuseppe Averardi | - Randolfo Pacciardi          |

1. 1 2  Optante per il Senato

## Elezioni politiche 1968
| Liste                                            | Voti    | %     | Seggi |
| ------------------------------------------------ | ------- | ----- | ----- |
| Partito Comunista Italiano                       | 296.343 | 34,93 | 6     |
| Democrazia Cristiana                             | 282.333 | 33,28 | 5     |
| Partito Socialista Unificato                     | 127.295 | 15,00 | 2     |
| Partito Socialista Italiano di Unità Proletaria  | 46.101  | 5,43  | 1     |
| Movimento Sociale Italiano                       | 36.646  | 4,32  | 1     |
| Partito Liberale Italiano                        | 29.978  | 3,53  | -     |
| Partito Repubblicano Italiano                    | 22.447  | 2,65  | -     |
| Partito Democratico Italiano di Unità Monarchica | 4.086   | 0,48  | -     |
| Nuova Repubblica                                 | 3.184   | 0,38  | -     |
| Totale                                           | 848.413 |       | 15    |

| Partito Comunista Italiano | Democrazia Cristiana                                                                      | Partito Socialista Unificato          | Partito Socialista Italiano di Unità Proletaria | Movimento Sociale Italiano |
| --- | ----------------------------------------------------------------------------------------- | ------------------------------------- | ----------------------------------------------- | -------------------------- |
| - → Umberto Terracini - Aldo Arzilli - Nelusco Giachini - Francesco Malfatti - Mauro Silvano Lombardi - Leonello Raffaelli - Marcello Di Puccio | - Maria Eletta Martini - Loris Biagioni - Primo Lucchesi - Enzo Meucci - Gianfranco Merli | - Leonetto Amadei - Giuseppe Averardi | - → Tullio Vecchietti - Arnaldo Zucchini        | - Giuseppe Niccolai        |

1. ↑  Optante per il Senato
2. ↑  Optante per la circoscrizione Roma-Viterbo-Latina-Frosinone

## Elezioni politiche 1972
| Liste                                           | Voti    | %     | Seggi |
| ----------------------------------------------- | ------- | ----- | ----- |
| Partito Comunista Italiano                      | 323.410 | 36,63 | 6     |
| Democrazia Cristiana                            | 296.254 | 33,55 | 6     |
| Partito Socialista Italiano                     | 83.417  | 9,45  | 1     |
| Movimento Sociale Italiano                      | 53.983  | 6,11  | 1     |
| Partito Socialista Democratico Italiano         | 46.743  | 5,29  | 1     |
| Partito Repubblicano Italiano                   | 29.530  | 3,34  | 1     |
| Partito Socialista Italiano di Unità Proletaria | 20.954  | 2,37  | -     |
| Partito Liberale Italiano                       | 18.821  | 2,13  | -     |
| Il manifesto                                    | 5.716   | 0,65  | -     |
| Partito Comunista (Marxista-Leninista) Italiano | 1.492   | 0,17  | -     |
| Movimento Politico dei Lavoratori               | 1.473   | 0,17  | -     |
| Stella Rossa - Rivoluzione Socialista           | 1.199   | 0,14  | -     |
| Totale                                          | 882.992 |       | 16    |

| Partito Comunista Italiano | Democrazia Cristiana                                                                                       | Partito Socialista Italiano   |
| --- | --- | ----------------------------- |
| - → Umberto Terracini - Aldo Arzilli - Bruno Bernini - Leonello Raffaelli - Mauro Silvano Lombardi - Marcello Di Puccio - Alfredo Bianchi | - Loris Biagioni - Andrea Negrari - Maria Eletta Martini - Primo Lucchesi - Gianfranco Merli - Enzo Meucci | - Leonetto Amadei             |
| Movimento Sociale Italiano - Destra Nazionale                                                                                             | Partito Socialista Democratico Italiano                                                                    | Partito Repubblicano Italiano |
| - Giuseppe Niccolai | - Enzo Poli                                                                                                | - Bruno Visentini             |

1. ↑  Optante per il Senato
2. ↑  Deceduto in data 26.01.1973; sostituito da Rosalia Vagli in data 31.01.1973
3. ↑  Deceduto in data 28.04.1973; sostituito da Federico Pietro Mignani in data 03.05.1973

## Elezioni politiche 1976
| Liste                                         | Voti    | %     | Seggi |
| --------------------------------------------- | ------- | ----- | ----- |
| Partito Comunista Italiano                    | 406.341 | 42,79 | 7     |
| Democrazia Cristiana                          | 321.240 | 33,83 | 6     |
| Partito Socialista Italiano                   | 101.642 | 10,70 | 1     |
| Movimento Sociale Italiano - Destra Nazionale | 39.043  | 4,11  | -     |
| Partito Repubblicano Italiano                 | 31.167  | 3,28  | -     |
| Partito Socialista Democratico Italiano       | 24.803  | 2,61  | -     |
| Democrazia Proletaria                         | 12.275  | 1,29  | -     |
| Partito Radicale                              | 7.439   | 0,78  | -     |
| Partito Liberale Italiano                     | 5.652   | 0,60  | -     |
| Totale                                        | 949.602 |       | 14    |

| Partito Comunista Italiano | Democrazia Cristiana                                                                                    | Partito Socialista Italiano |
| --- | --- | --------------------------- |
| - → Umberto Terracini - Bruno Bernini - Rolando Tamburini - Vinicio Bernardini - Rosalia Vagli - Renzo Moschini - Adolfo Facchini - Francesco Da Prato | - Maria Eletta Martini - Emo Danesi - Pino Lucchesi - Pier Giorgio Licheri - Moreno Bambi - Enzo Meucci | - Silvano Labriola          |

1. ↑  Optante per il Senato

## Elezioni politiche 1979
| Liste                                         | Voti    | %     | Seggi |
| --------------------------------------------- | ------- | ----- | ----- |
| Partito Comunista Italiano                    | 384.997 | 41,12 | 7     |
| Democrazia Cristiana                          | 303.698 | 32,44 | 5     |
| Partito Socialista Italiano                   | 97.108  | 10,37 | 2     |
| Movimento Sociale Italiano - Destra Nazionale | 35.430  | 3,78  | -     |
| Partito Repubblicano Italiano                 | 30.498  | 3,26  | -     |
| Partito Socialista Democratico Italiano       | 27.798  | 2,97  | -     |
| Partito Radicale                              | 23.945  | 2,56  | -     |
| Partito di Unità Proletaria                   | 13.816  | 1,48  | -     |
| Partito Liberale Italiano                     | 8.984   | 0,96  | -     |
| Nuova Sinistra Unita                          | 7.061   | 0,75  | -     |
| Democrazia Nazionale                          | 2.842   | 0,30  | -     |
| Totale                                        | 936.177 |       | 14    |

| Partito Comunista Italiano | Democrazia Cristiana                                                                   | Partito Socialista Italiano      |
| --- | -------------------------------------------------------------------------------------- | -------------------------------- |
| - → Umberto Terracini - Bruno Bernini - Rolando Tamburini - Adolfo Facchini - Vinicio Bernardini - Renzo Moschini - Rosalia Vagli - Francesco Da Prato | - Emo Danesi - Maria Eletta Martini - Pino Lucchesi - Moreno Bambi - Nello Balestracci | - Silvano Labriola - Valdo Spini |

1. ↑  Optante per il Senato
2. ↑  Dimissionario in data 27.10.1981; sostituito da Enzo Meucci in data 04.11.1981

## Elezioni politiche 1983
| Liste                                         | Voti    | %     | Seggi |
| --------------------------------------------- | ------- | ----- | ----- |
| Partito Comunista Italiano                    | 388.679 | 41,70 | 7     |
| Democrazia Cristiana                          | 254.873 | 27,34 | 4     |
| Partito Socialista Italiano                   | 109.989 | 11,80 | 2     |
| Partito Repubblicano Italiano                 | 45.110  | 4,84  | 1     |
| Movimento Sociale Italiano - Destra Nazionale | 43.938  | 4,71  | 1     |
| Partito Socialista Democratico Italiano       | 24.956  | 2,68  | -     |
| Partito Nazionale Pensionati                  | 21.757  | 2,33  | -     |
| Partito Radicale                              | 16.201  | 1,74  | -     |
| Democrazia Proletaria                         | 13.270  | 1,42  | -     |
| Partito Liberale Italiano                     | 12.445  | 1,34  | -     |
| Lista per Trieste                             | 897     | 0,10  | -     |
| Totale                                        | 932.115 |       | 15    |

| Partito Comunista Italiano                                                                                          | Democrazia Cristiana                                                | Partito Socialista Italiano      | Partito Repubblicano Italiano | Movimento Sociale Italiano - Destra Nazionale |
| --- | ------------------------------------------------------------------- | -------------------------------- | ----------------------------- | --------------------------------------------- |
| - Edda Fagni - Enzo Polidori - Luigi Bulleri - Milziade Caprili - Adelmo Riccardi - Renzo Moschini - Sergio Dardini | - Pino Lucchesi - Piero Angelini - Nello Balestracci - Moreno Bambi | - Valdo Spini - Silvano Labriola | - Giorgio Da Mommio           | - Altero Matteoli                             |

## Elezioni politiche 1987
| Liste                                         | Voti    | %     | Seggi |
| --------------------------------------------- | ------- | ----- | ----- |
| Partito Comunista Italiano                    | 370.520 | 38,83 | 6     |
| Democrazia Cristiana                          | 267.140 | 27,99 | 5     |
| Partito Socialista Italiano                   | 129.599 | 13,58 | 2     |
| Movimento Sociale Italiano - Destra Nazionale | 48.565  | 5,09  | 1     |
| Partito Repubblicano Italiano                 | 35.006  | 3,67  | -     |
| Federazione delle Liste Verdi                 | 28.414  | 2,98  | -     |
| Partito Radicale                              | 19.290  | 2,02  | -     |
| Democrazia Proletaria                         | 18.678  | 1,96  | -     |
| Partito Socialista Democratico Italiano       | 13.259  | 1,39  | -     |
| Partito Liberale Italiano                     | 10.976  | 1,15  | -     |
| Caccia Pesca Ambiente                         | 10.755  | 1,13  | -     |
| Partito Sardo d'Azione                        | 1.113   | 0,12  | -     |
| Alleanza Popolare                             | 963     | 0,10  | -     |
| Totale                                        | 954.278 |       | 14    |

| Partito Comunista Italiano                                                                                        | Democrazia Cristiana                                                                       | Partito Socialista Italiano             | Movimento Sociale Italiano - Destra Nazionale |
| --- | ------------------------------------------------------------------------------------------ | --------------------------------------- | --------------------------------------------- |
| - → Nilde Iotti - Edda Fagni - Enzo Polidori - Luigi Bulleri - Maria Taddei - Alessandro Costa - Milziade Caprili | - Piero Angelini - Maria Eletta Martini - Pino Lucchesi - Mario Biasci - Nello Balestracci | - Silvano Labriola - Giacomo Maccheroni | - Altero Matteoli                             |

1. ↑  Optante per la circoscrizione Parma-Modena-Piacenza-Reggio nell'Emilia

## Elezioni politiche 1992
| Liste                                         | Voti    | %     | Seggi |
| --------------------------------------------- | ------- | ----- | ----- |
| Partito Democratico della Sinistra            | 235.064 | 24,95 | 4     |
| Democrazia Cristiana                          | 226.306 | 24,02 | 4     |
| Partito Socialista Italiano                   | 115.564 | 12,27 | 2     |
| Partito della Rifondazione Comunista          | 91.002  | 9,66  | 1     |
| Movimento Sociale Italiano - Destra Nazionale | 49.056  | 5,21  | 1     |
| Partito Repubblicano Italiano                 | 46.048  | 4,89  | 1     |
| Lega Nord                                     | 34.466  | 3,66  | 1     |
| Partito Liberale Italiano                     | 31.987  | 3,40  | 1     |
| Federazione dei Verdi                         | 31.565  | 3,35  | 1     |
| Partito Socialista Democratico Italiano       | 19.695  | 2,09  | -     |
| Caccia Pesca Ambiente                         | 17.967  | 1,91  | -     |
| La Rete                                       | 12.627  | 1,34  | -     |
| Lista Marco Pannella                          | 11.960  | 1,27  | -     |
| Partito Pensionati                            | 8.982   | 0,95  | -     |
| Sì Referendum                                 | 8.817   | 0,94  | -     |
| Federalismo                                   | 1.054   | 0,11  | -     |
| Totale                                        | 942.160 |       | 16    |

| Partito Democratico della Sinistra                                          | Democrazia Cristiana                                                | Partito Socialista Italiano             | Partito della Rifondazione Comunista | Movimento Sociale Italiano - Destra Nazionale |
| --------------------------------------------------------------------------- | ------------------------------------------------------------------- | --------------------------------------- | ------------------------------------ | --------------------------------------------- |
| - Anna Maria Biricotti - Fabio Mussi - Salvatore Senese - Fabio Evangelisti | - Piero Angelini - Pino Lucchesi - Mario Biasci - Giuseppe Bicocchi | - Giacomo Maccheroni - Silvano Labriola | - → Edda Fagni - Milziade Caprili    | - Altero Matteoli                             |
| Partito Repubblicano Italiano                                               | Lega Nord                                                           | Partito Liberale Italiano               | Federazione dei Verdi                |                                               |
| - Roberto Paggini                                                           | - Gianmarco Mancini                                                 | - Andrea Marcucci                       | - Mauro Paissan                      |                                               |

1. ↑  Optante per il Senato